# Bloody Kisses
Bloody Kisses är Type O Negatives tredje studioalbum, utgivet den 17 augusti 1993 på etiketten Roadrunner Records. Albumet utgavs på CD, kassett och LP.

## Låtlista
Alla låtar är skrivna av Peter Steele där intet annat anges.
| 1.           | "Machine Screw"                                                                                       | 0:41                      |
| 2.           | "Christian Woman" - A) "Body of Christ (Corpus Christi)" - B) "To Love God" - C) "J.C. Looks Like Me" | 8:58 - 4:21 - 2:51 - 1:46 |
| 3.           | "Black No. 1 (Little Miss Scare-All)"                                                                 | 11:15                     |
| 4.           | "Fay Wray Come Out and Play"                                                                          | 1:03                      |
| 5.           | "Kill All the White People"                                                                           | 3:24                      |
| 6.           | "Summer Breeze" (av Seals & Crofts)                                                                   | 4:49                      |
| 7.           | "Set Me on Fire"                                                                                      | 3:29                      |
| 8.           | "Dark Side of the Womb"                                                                               | 0:28                      |
| 9.           | "We Hate Everyone"                                                                                    | 6:51                      |
| 10.          | "Bloody Kisses (A Death in the Family)"                                                               | 10:56                     |
| 11.          | "3.0.I.F."                                                                                            | 2:06                      |
| 12.          | "Too Late: Frozen"                                                                                    | 7:50                      |
| 13.          | "Blood & Fire"                                                                                        | 5:32                      |
| 14.          | "Can't Lose You"                                                                                      | 6:06                      |
| Total längd: | Total längd:                                                                                          | 73:28                     |

## Medverkande
- Peter Steele – sång, basgitarr
- Kenny Hickey – gitarr, bakgrundssång
- Josh Silver – keyboard, bakgrundssång, samplingar
- Sal Abruscato – trummor